# 美麗的印度尼西亞縮影公園

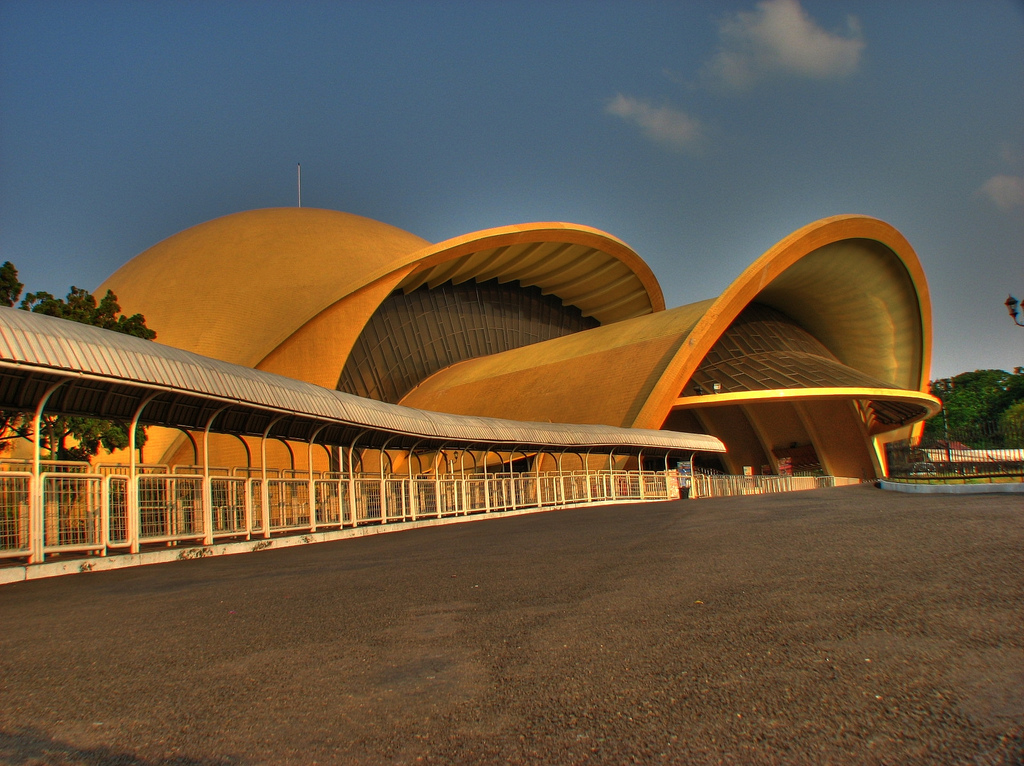
缩影公园的吉祥物——金色蜗牛

美麗的印度尼西亞縮影公園（简称TMII）是一座位于印度尼西亚东雅加达的文化休闲公园，面积250英畝（1.0平方）。公园可以领略印尼文化的概要，涵盖了印尼26个省區，完美展现了各个地方独有的建筑、服装、舞蹈和传统特色。除此之外，公园中央有一个湖，形状为印尼地图的微缩版。
2014年12月31日，世界和平委员会将印尼缩影公园指定為国际文明公园以及世界和平主题公园。

## 组成

### 印尼各省场馆

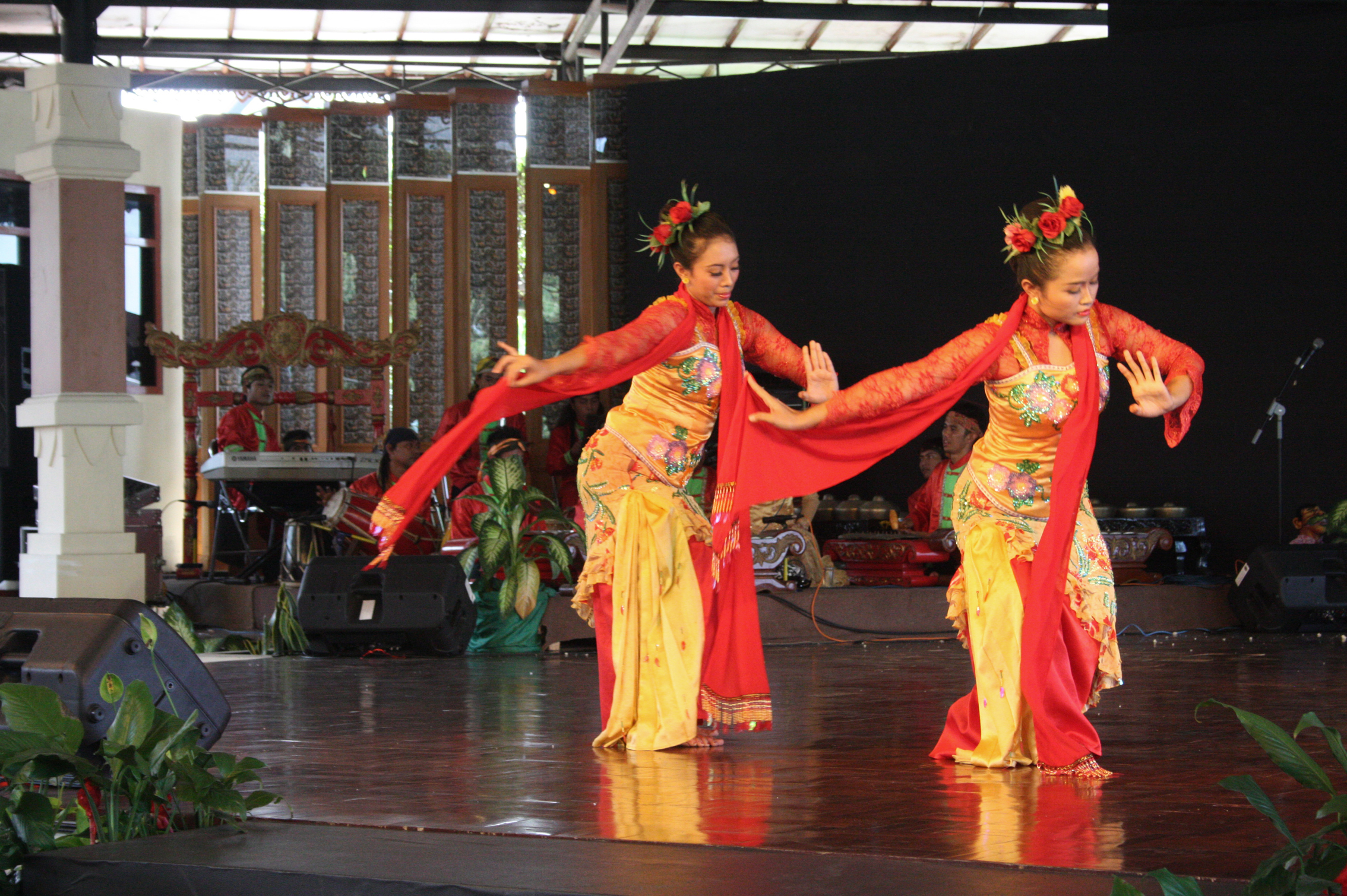
西爪哇馆的Jaipongan表演

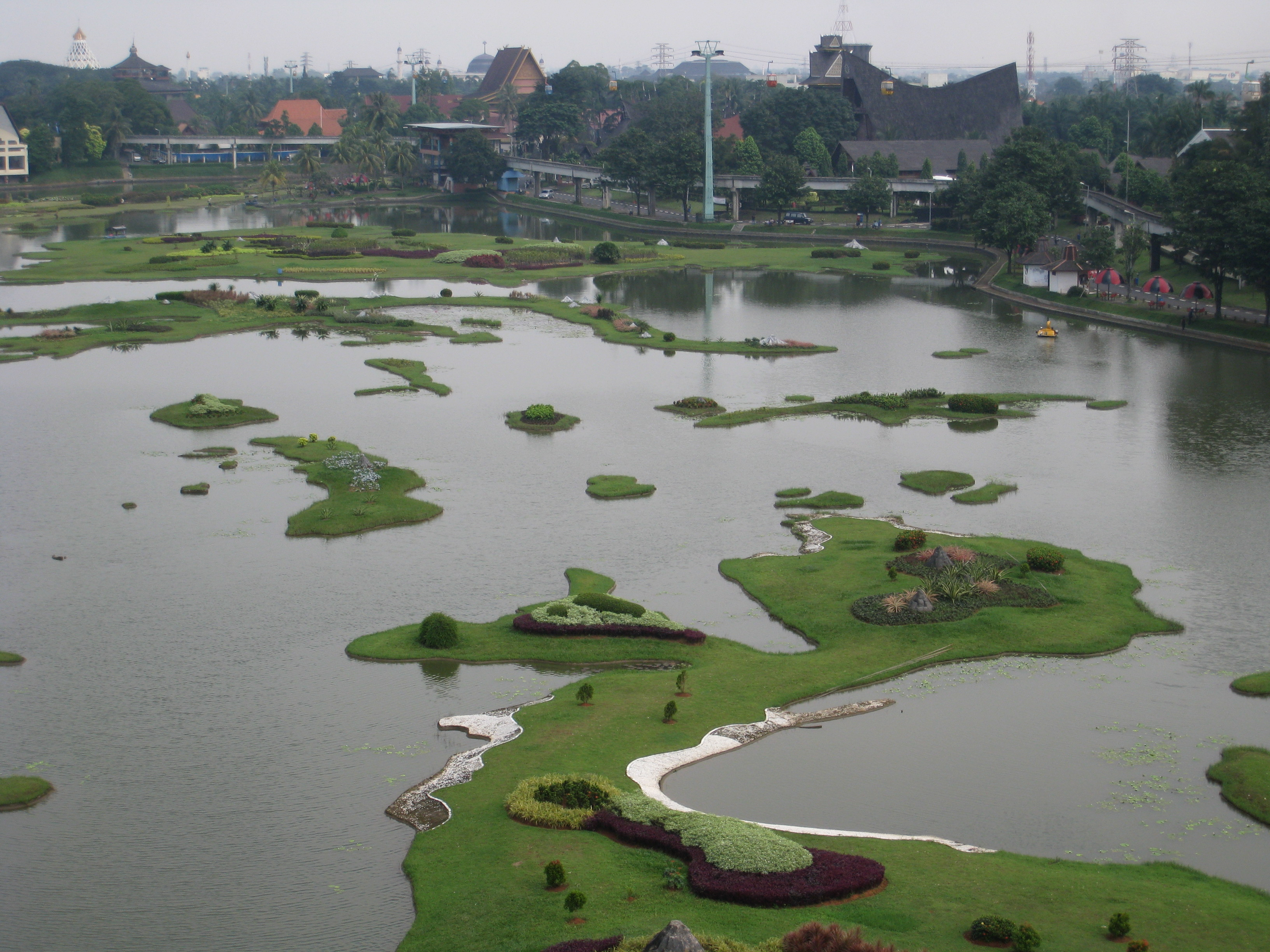
公园中央的湖，形状为印尼地图的微缩版

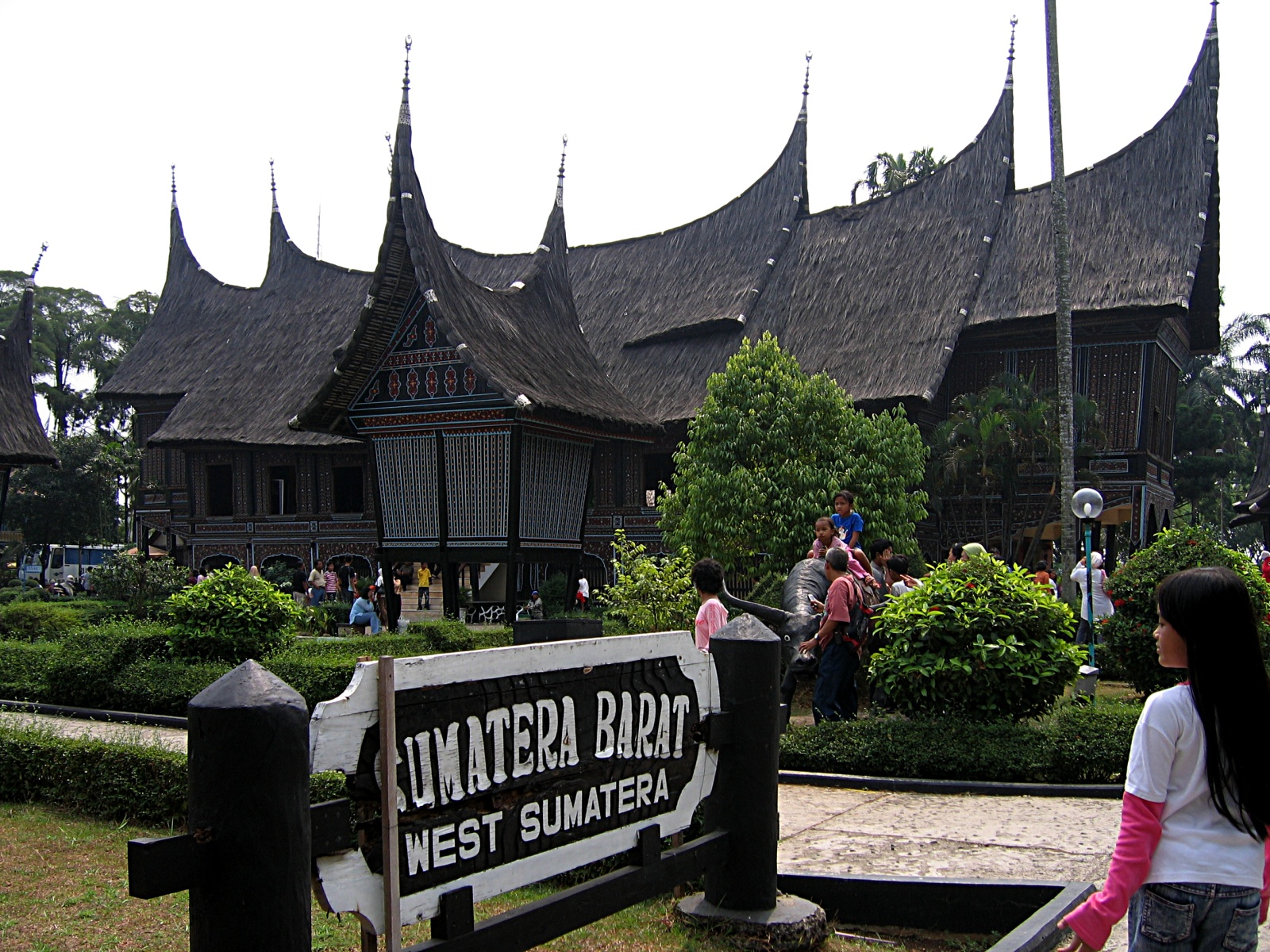
西苏门答腊省馆

场馆按照印尼群岛被分为6个区域——爪哇岛、蘇門答臘、加里曼丹(婆罗洲)、苏拉威西岛、小巽他群岛、摩鹿加群岛和巴布亚省。各个场馆展示了地方独有的建筑风貌，例如中爪哇馆和日惹馆的Joglo和Omah Kudus爪哇族建筑、西苏门答腊馆的米南佳保人Rumah Gadang、占碑馆和廖內馆的马来建筑、南苏拉威西馆的托拉查人Tongkonan建筑。
各个场馆还展示了不同的传统、婚礼、舞蹈服装，日常用的器具、武器等。每个省馆都有一个小舞台，用作舞蹈、音乐、仪式表演。某些场馆还配有咖啡厅，提供印尼菜，纪念品商店售卖手工制品、T恤等纪念品。
1975到2000年，最初的公园设计包括印尼27个省，其中包括东帝汶。2002年东帝汶独立后，该场馆改为东帝汶博物馆。
2000年印尼承認華人文化是印尼文化的組成部分之後，縮影公園為華人興建了一座展館和一座孔廟。

### 宗教建筑
- 蒂博尼哥罗清真寺
- 圣卡塔琳娜天主教會
- 哈利路亚新教教堂
- Penataran Agung Kertabhumi 巴厘印度寺庙（英语：Hindu temple）
- Arya Dwipa Arama佛寺
- Sasana Adirasa Pangeran Samber Nyawa
- 孔庙

### 花园和公园
- 兰花园
- 药草园
- 仙人掌园
- 茉莉园
- 金色蜗牛花园
- 淡水水族箱
- 公雞园
- 鸟园
- Ria Atmaja公园，举行音乐演出。
- 印度尼西亞華人文化公园

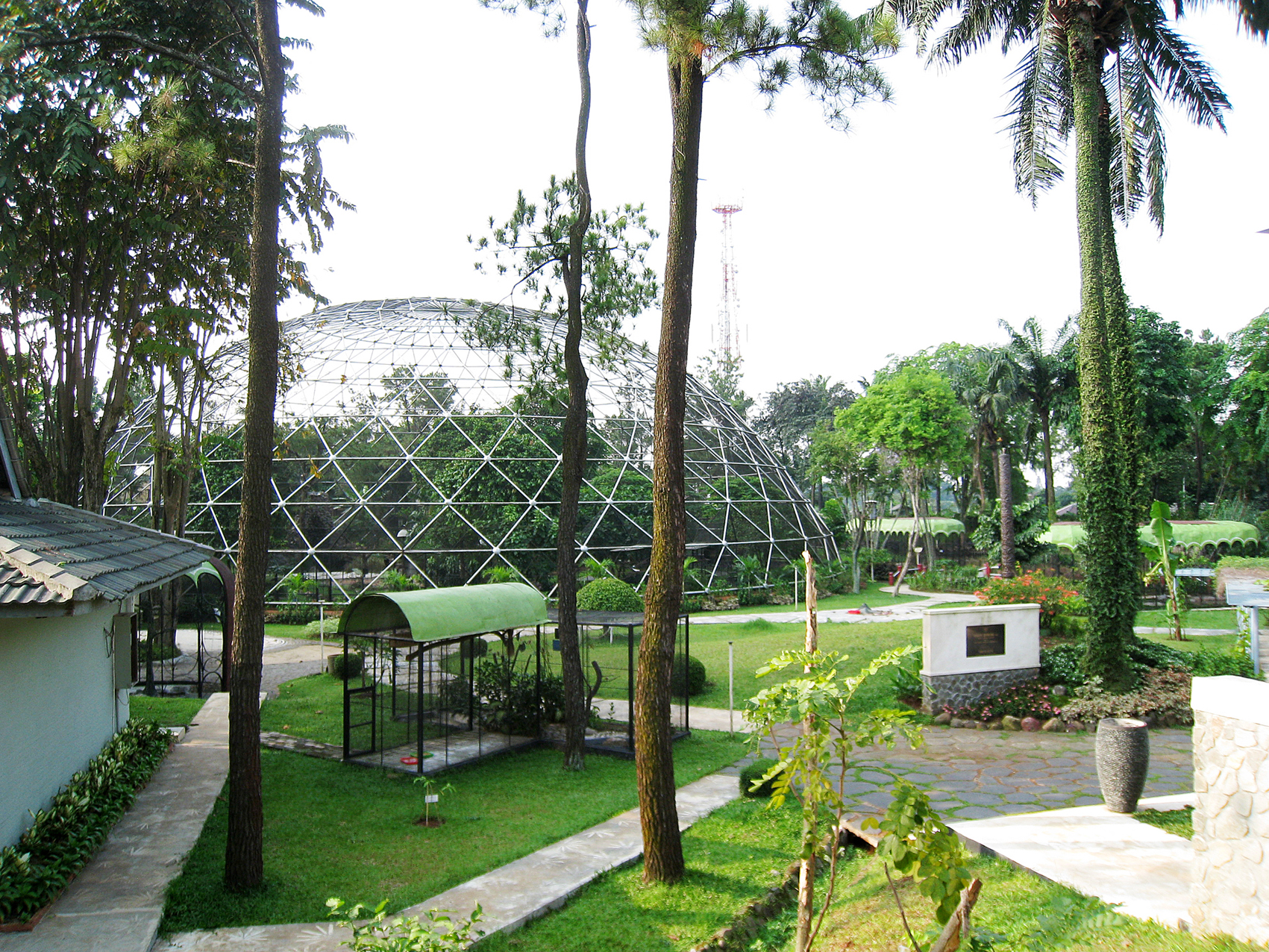
鸟园

- 科莫多动物博物馆里的爬行动物园，内有一只科摩多巨蜥。[3]

### 博物馆

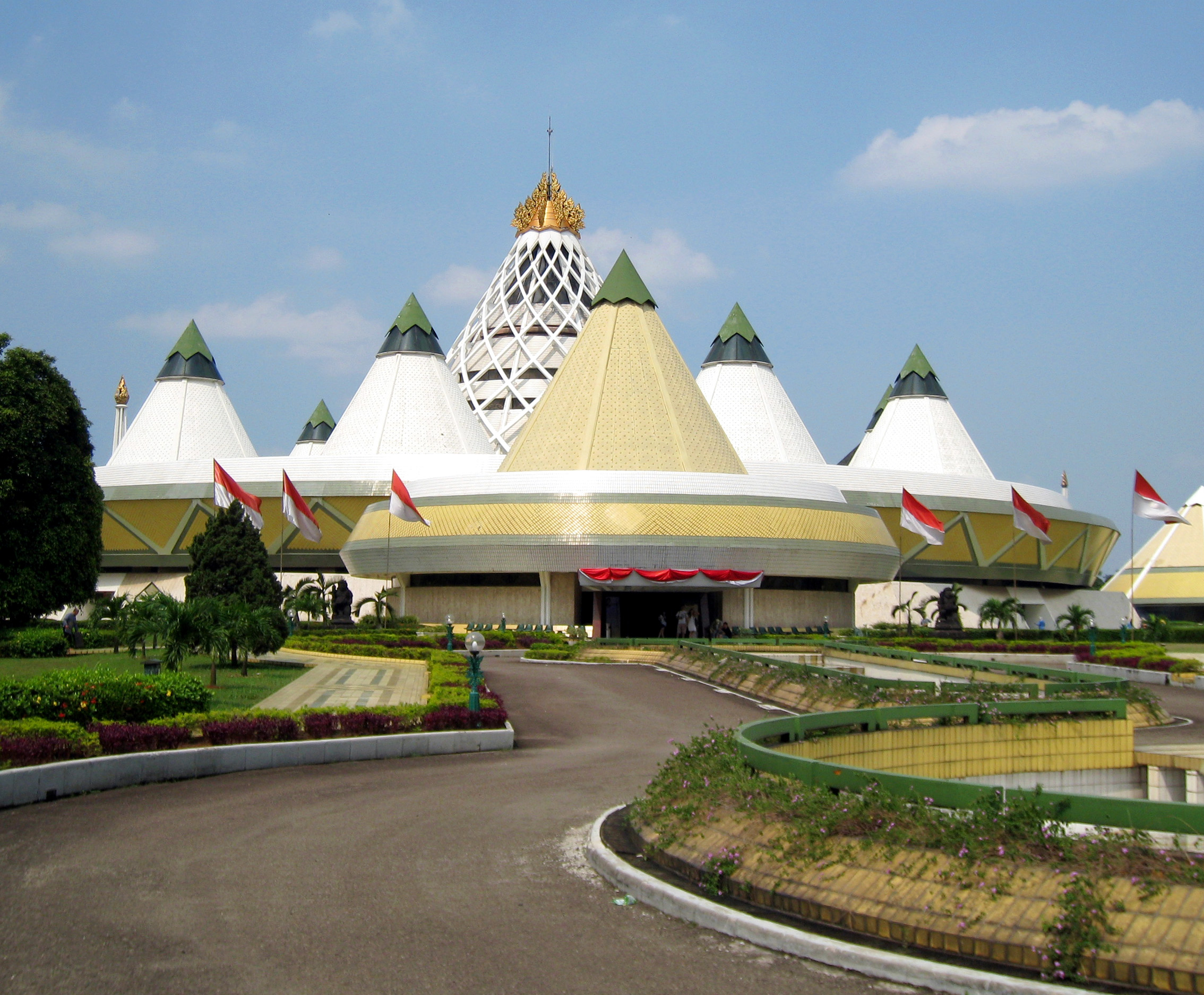
Purna Bhakti Pertiwi博物馆，展示蘇哈托时代的艺术品和纪念品

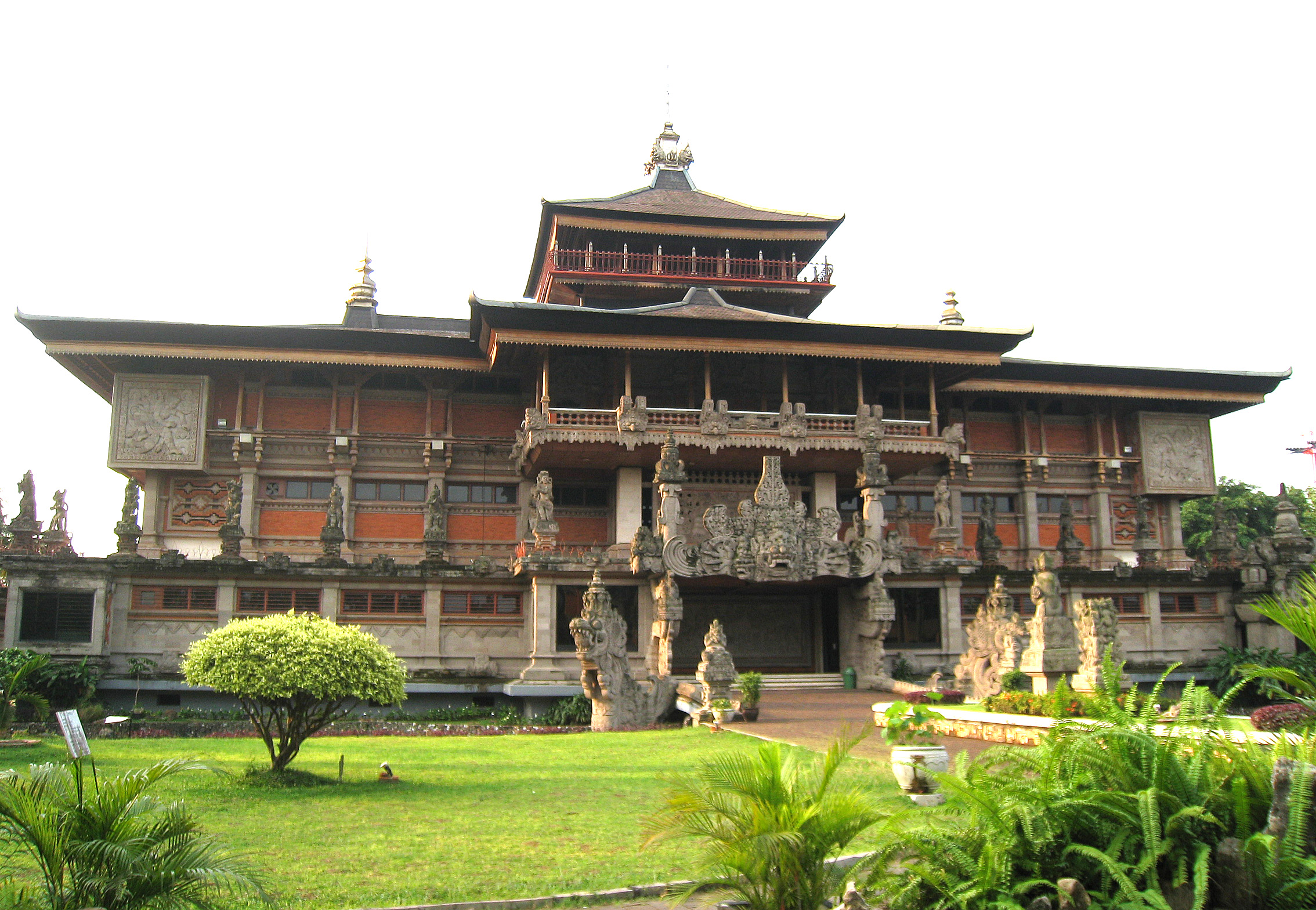
巴厘风格的印尼博物馆

- 印度尼西亚博物馆（英语：Indonesia Museum）
- 普尔纳巴克蒂帕提威博物馆
- 战士博物馆
- 印尼邮票博物馆
- 遗产博物馆
- 交通博物馆
- 电力和新能源博物馆
- 电信博物馆
- 新闻博物馆
- 体育博物馆
- 阿斯馬特族博物馆
- 科莫多巨蜥馆（英语：Komodo Indonesian Fauna Museum and Reptile Park）
- 昆虫博物馆
- 研究科技中心
- 燃油天然气博物馆
- 东帝汶博物馆(前身为东帝汶省馆)

### 电影院
- 金色蜗牛IMAX电影院
- Tanah Airku影院
- 4D电影院

### 纪念碑、大厅和其它展览
- Kala Makara主门
- 花钟

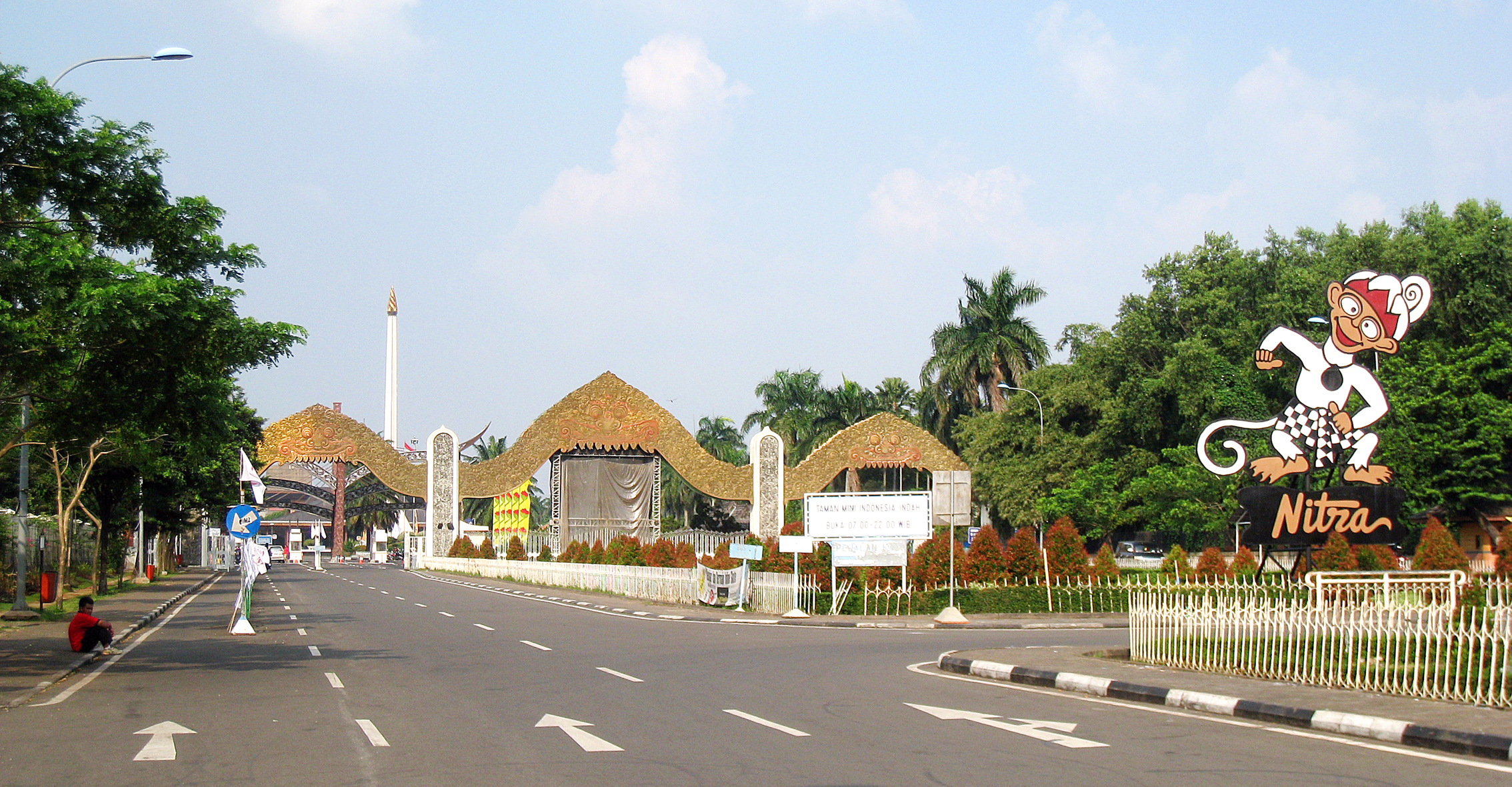
Kala Makara主入口

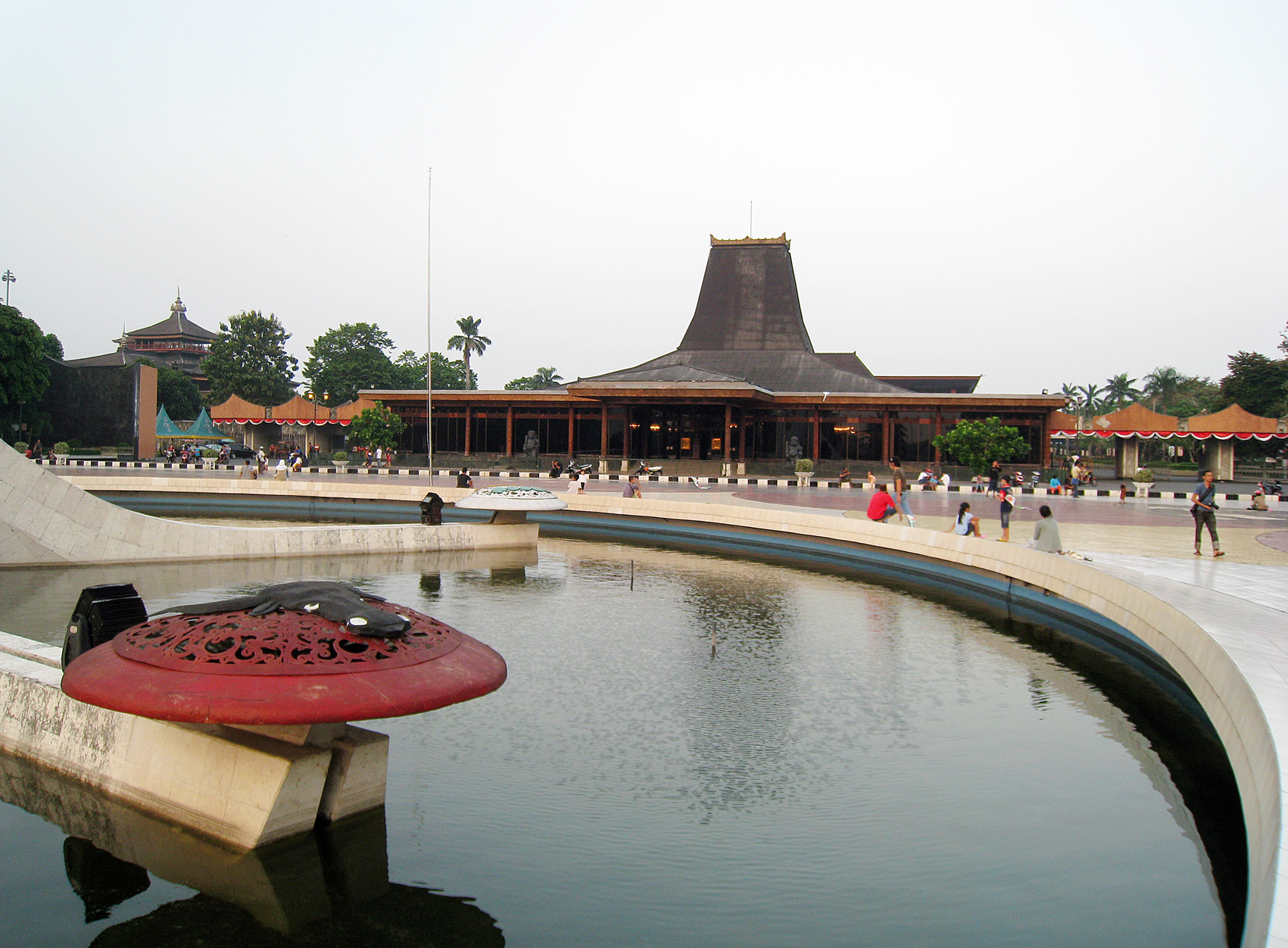
Sasono Utomo主建筑

- Tugu Api Pancasila，建国五项原则纪念碑
- Baluwerti
- Pendopo Agung Sasono Utomo，爪哇风格大厅
- Sasono Utomo，展览厅
- Sasono Langen Budoyo，市内舞台剧院
- Sasono Manganti
- Sasana Kriya，多功能厅
- 公园管理办公室
- Cokot雕塑
- 婆羅浮屠微缩版
- 亚太经济合作组织纪念碑
- 不结盟运动国家友谊碑
- 中央湖印尼群岛微缩地图
- Indonesian Archipelago Plaza and Stage
- Jati Taminah, 柚木遗迹
- Kayu Gede（很大的木头）

### 园内交通工具

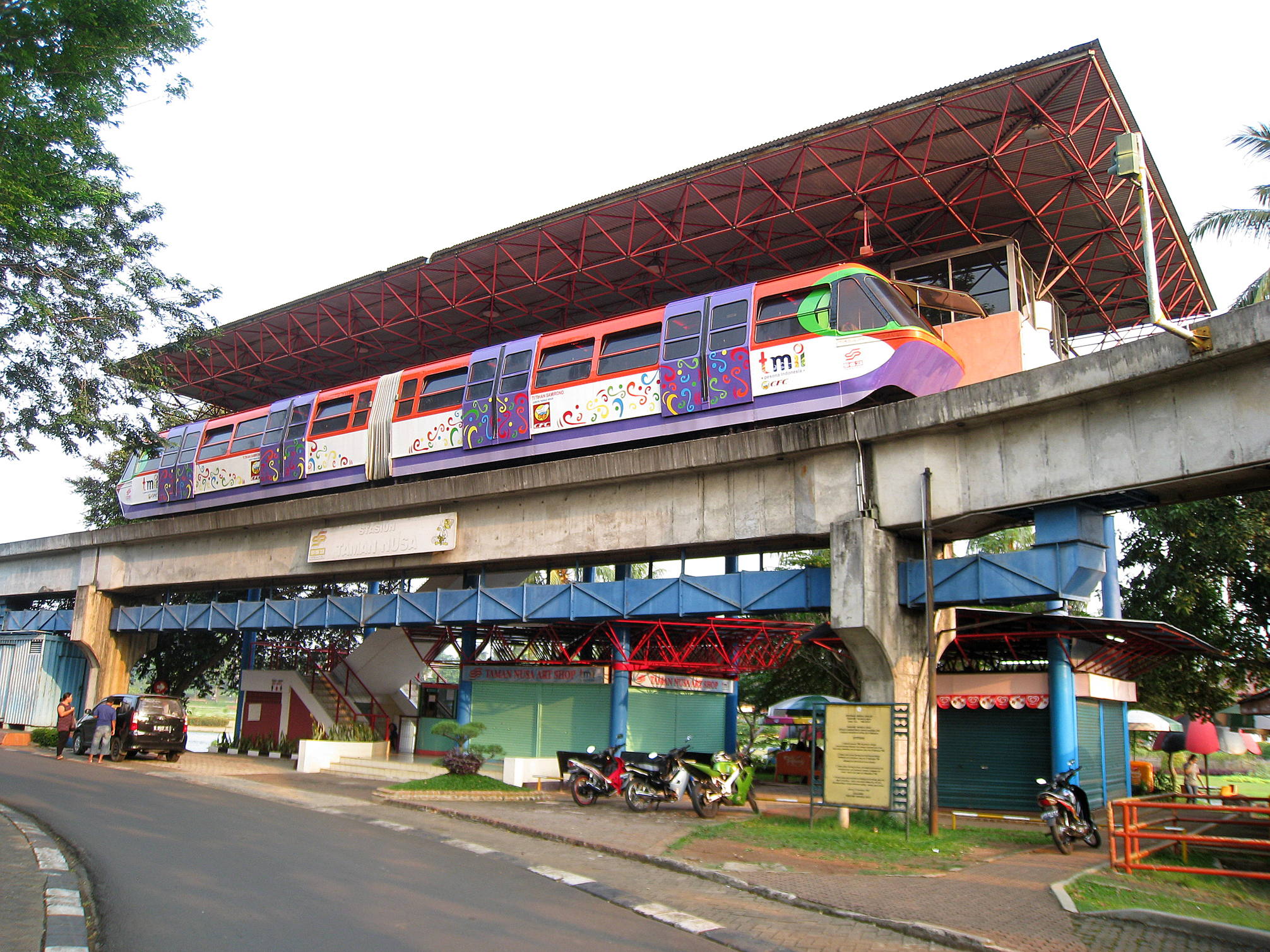
风能Aeromovel

- 缆车
- Aeromovel（英语：Aeromovel）风能旅客捷運系統
- 小火车
- 船
- 天鹅船
- 自行車租借
- 汽车

### 游乐设施
- 儿童城堡

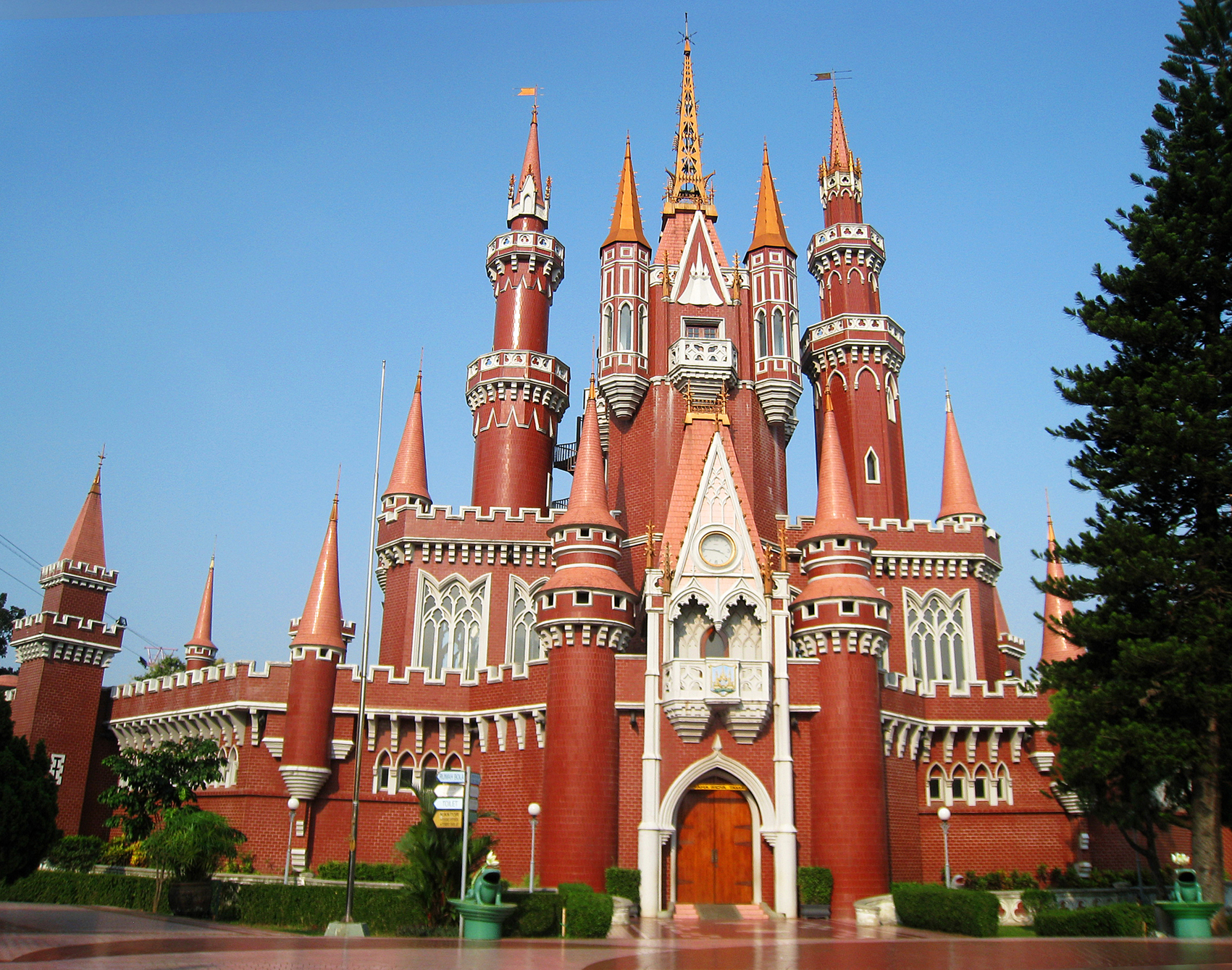
儿童城堡

- Taman Among Putro kiddy rides park
- Desa Seni dan Kerajinan手工中心
- 稀有书籍市场
- Snowbay水上游泳池
- Telaga Mina鱼塘
- Warna Alam outbound camp

## 画廊

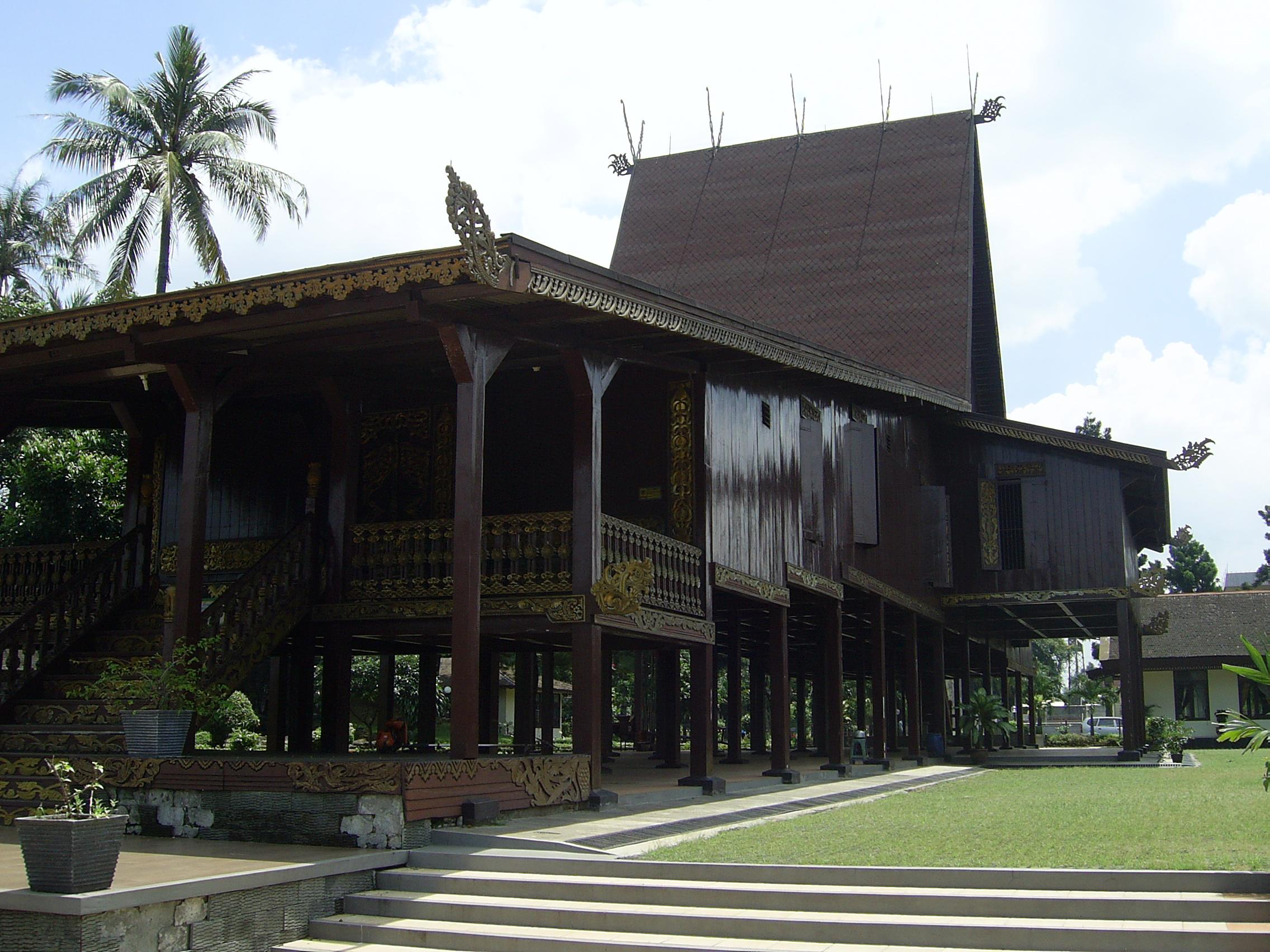
南加里曼丹馆
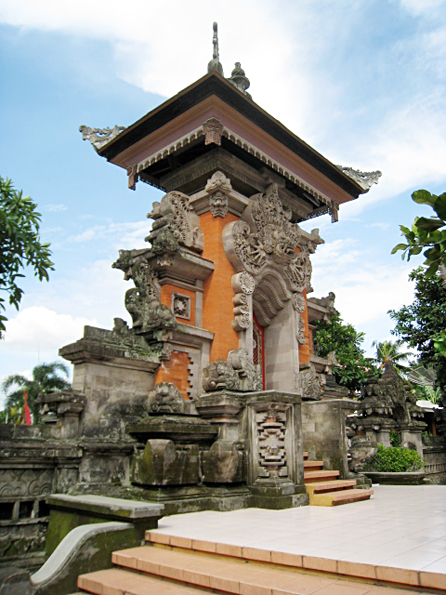
峇里馆入口
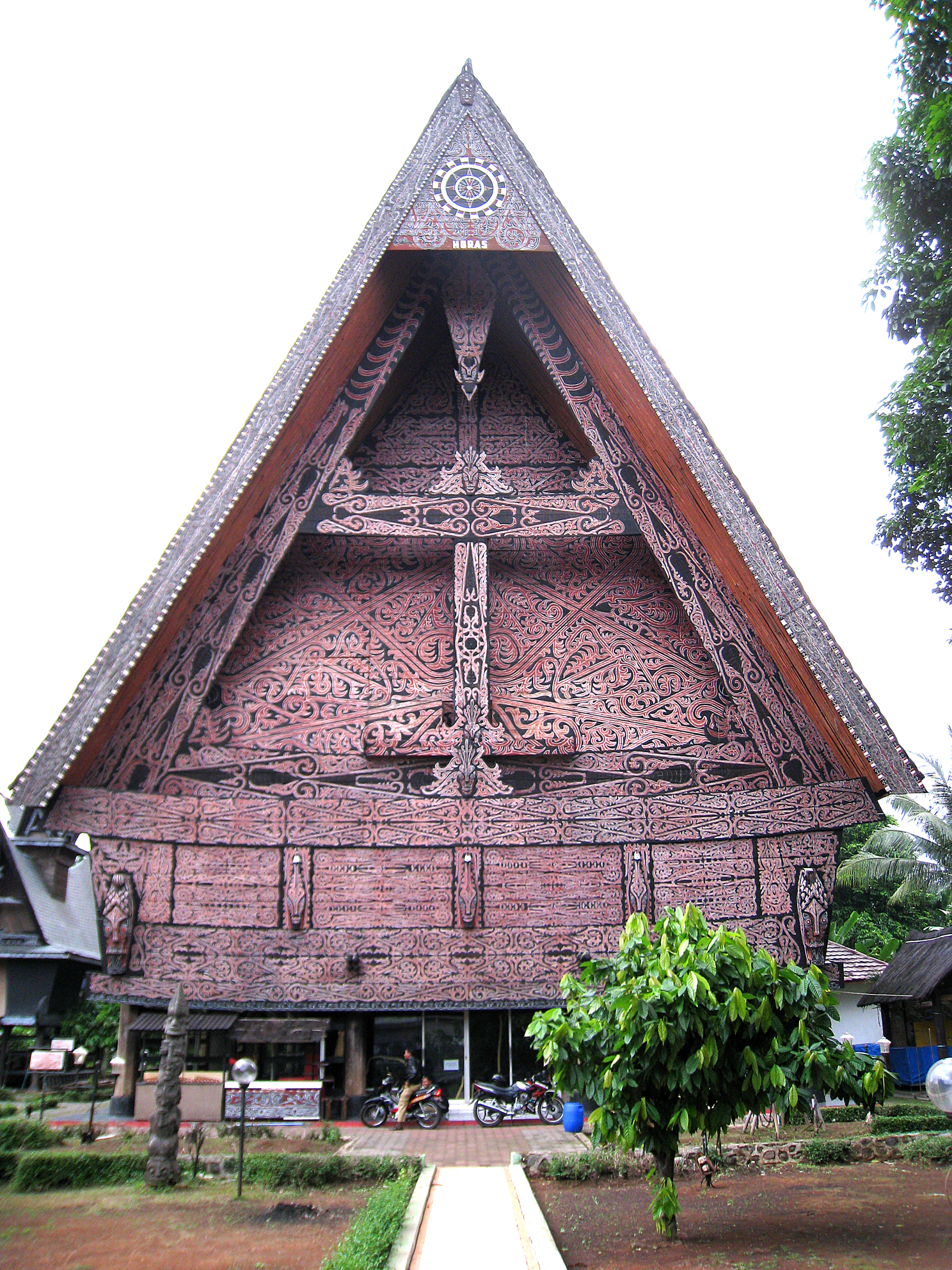
北蘇門答臘馆的多巴巴塔克族民居
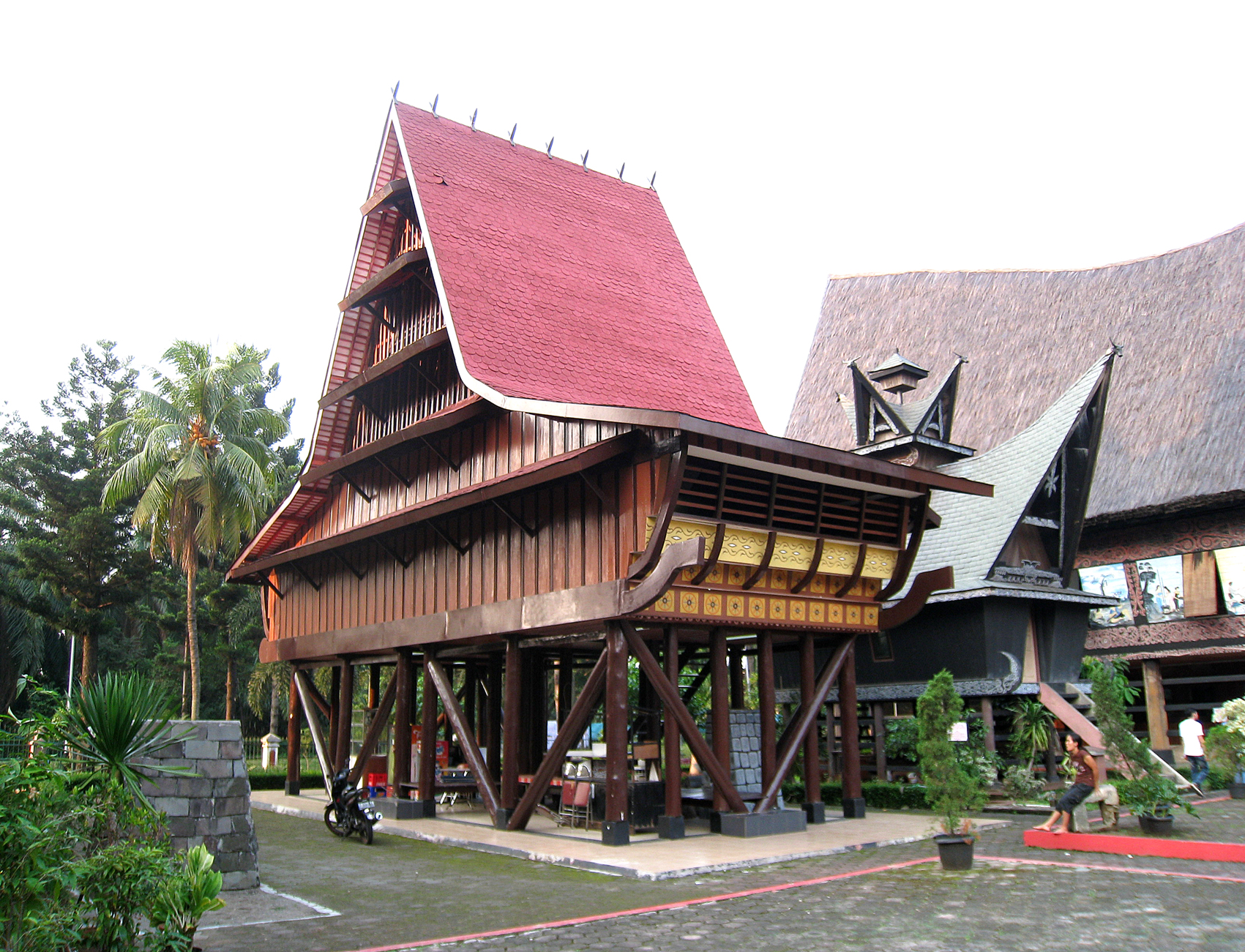
北蘇門答臘館展出的尼亞斯族民居
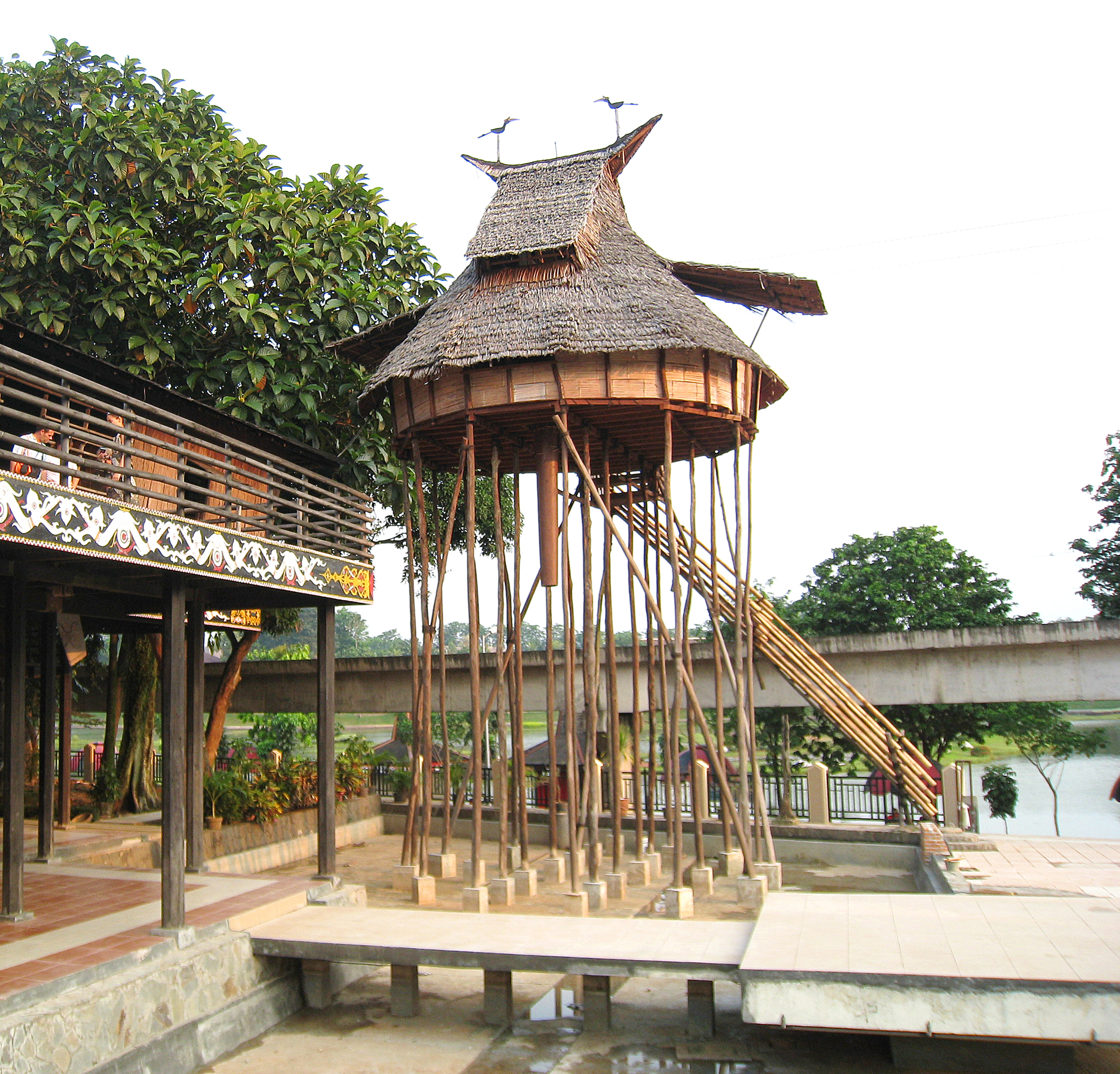
西加里曼丹馆展出的長屋
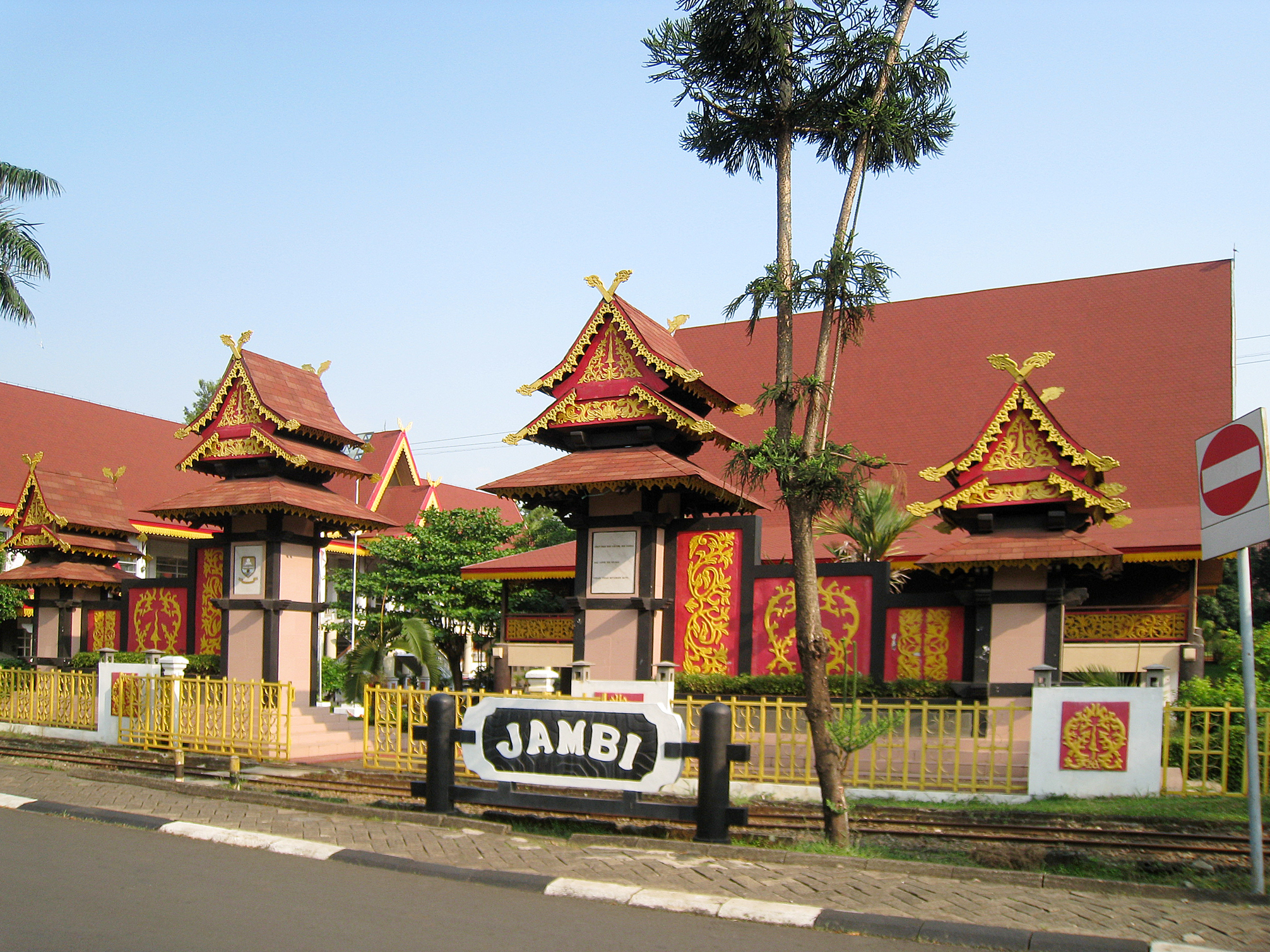
占碑館
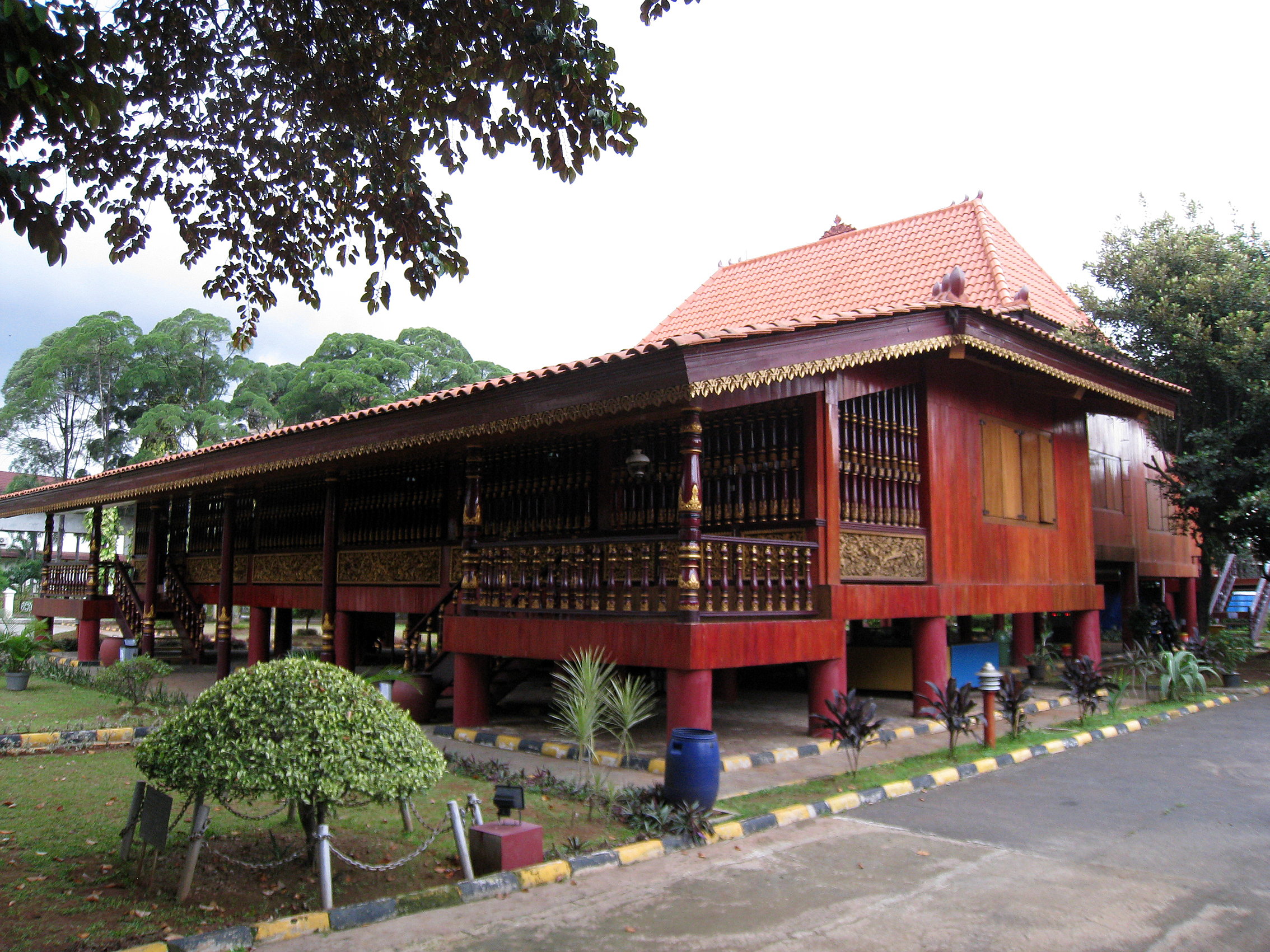
南蘇門答臘馆
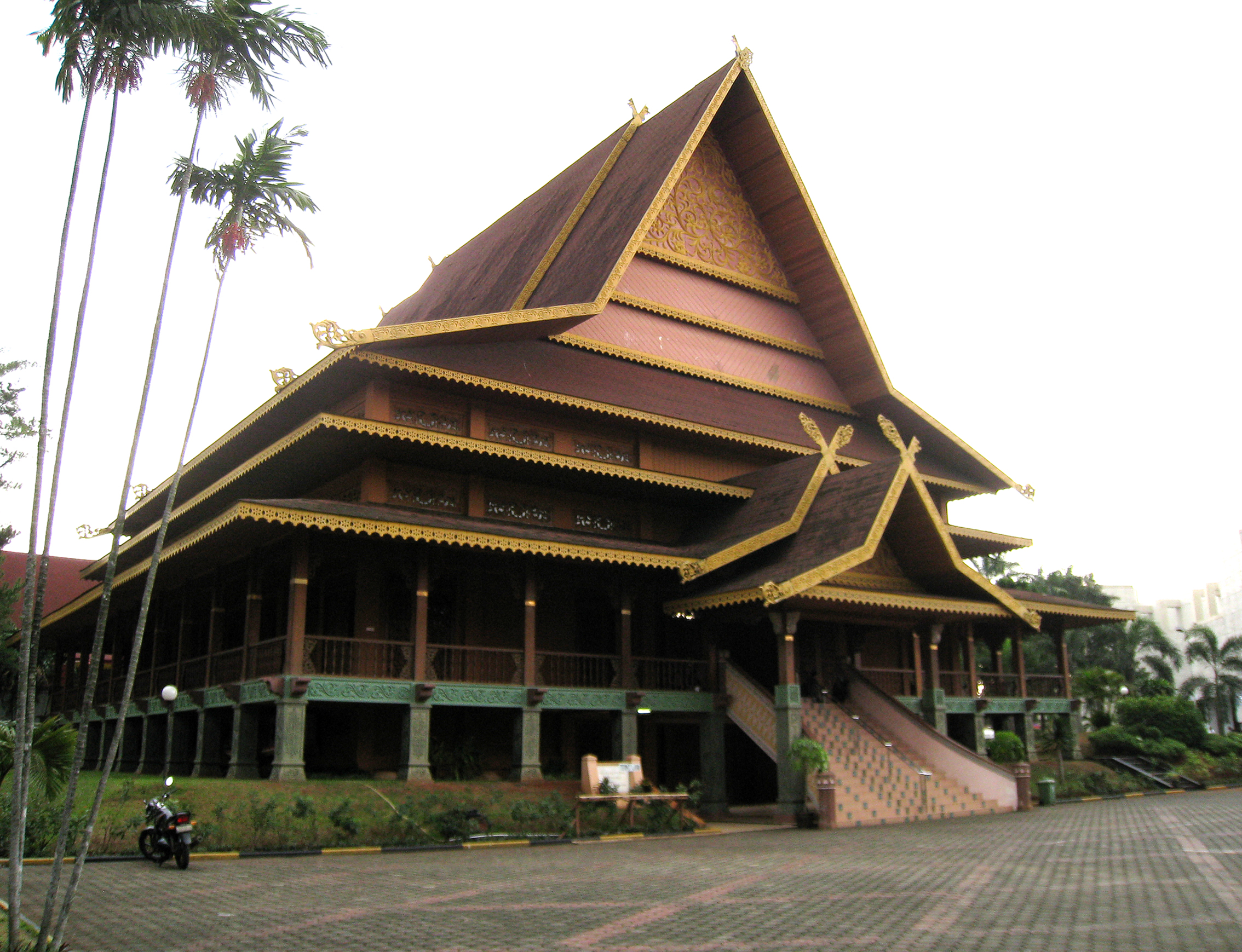
廖內館
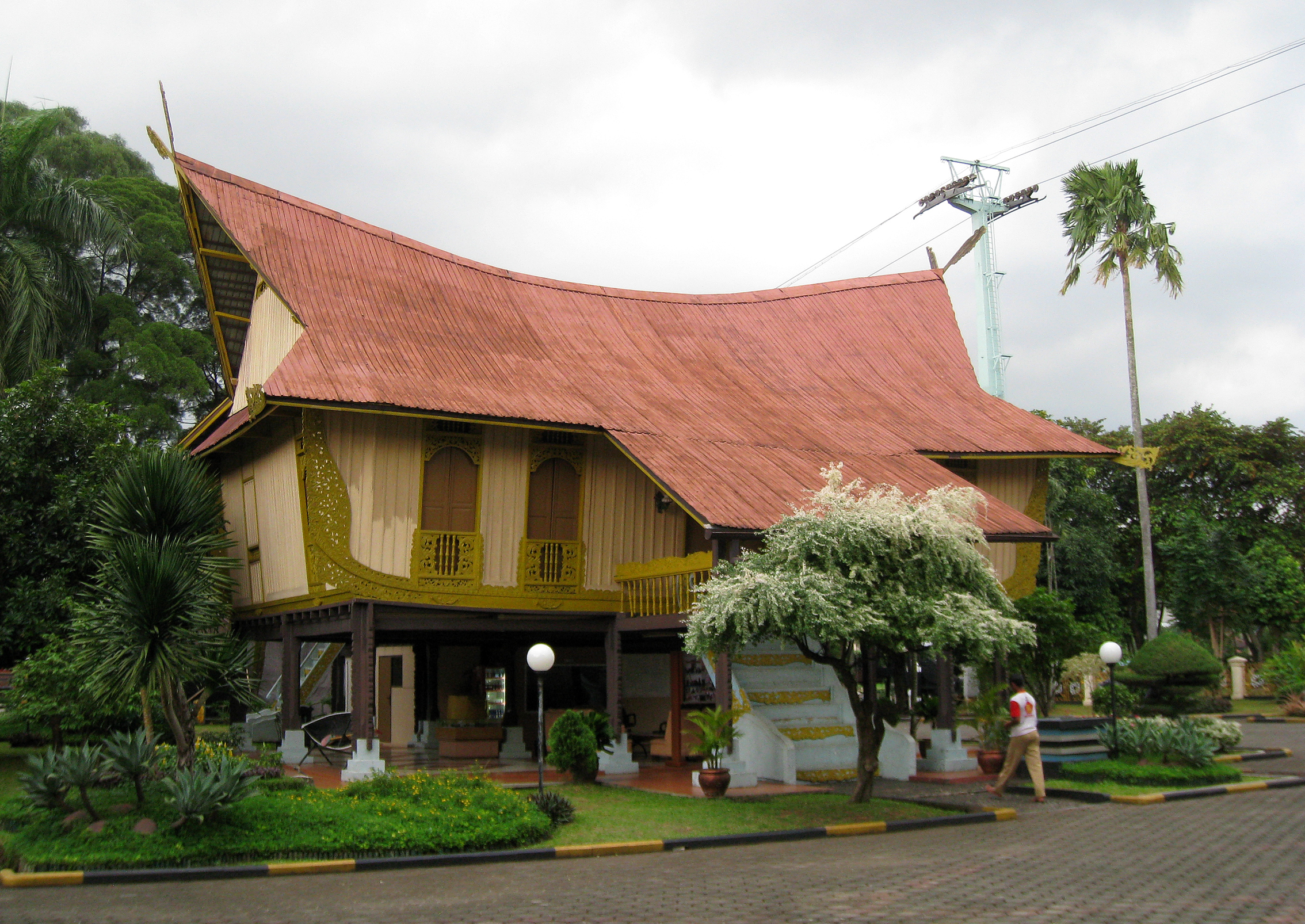
廖內館展出的馬來族民居
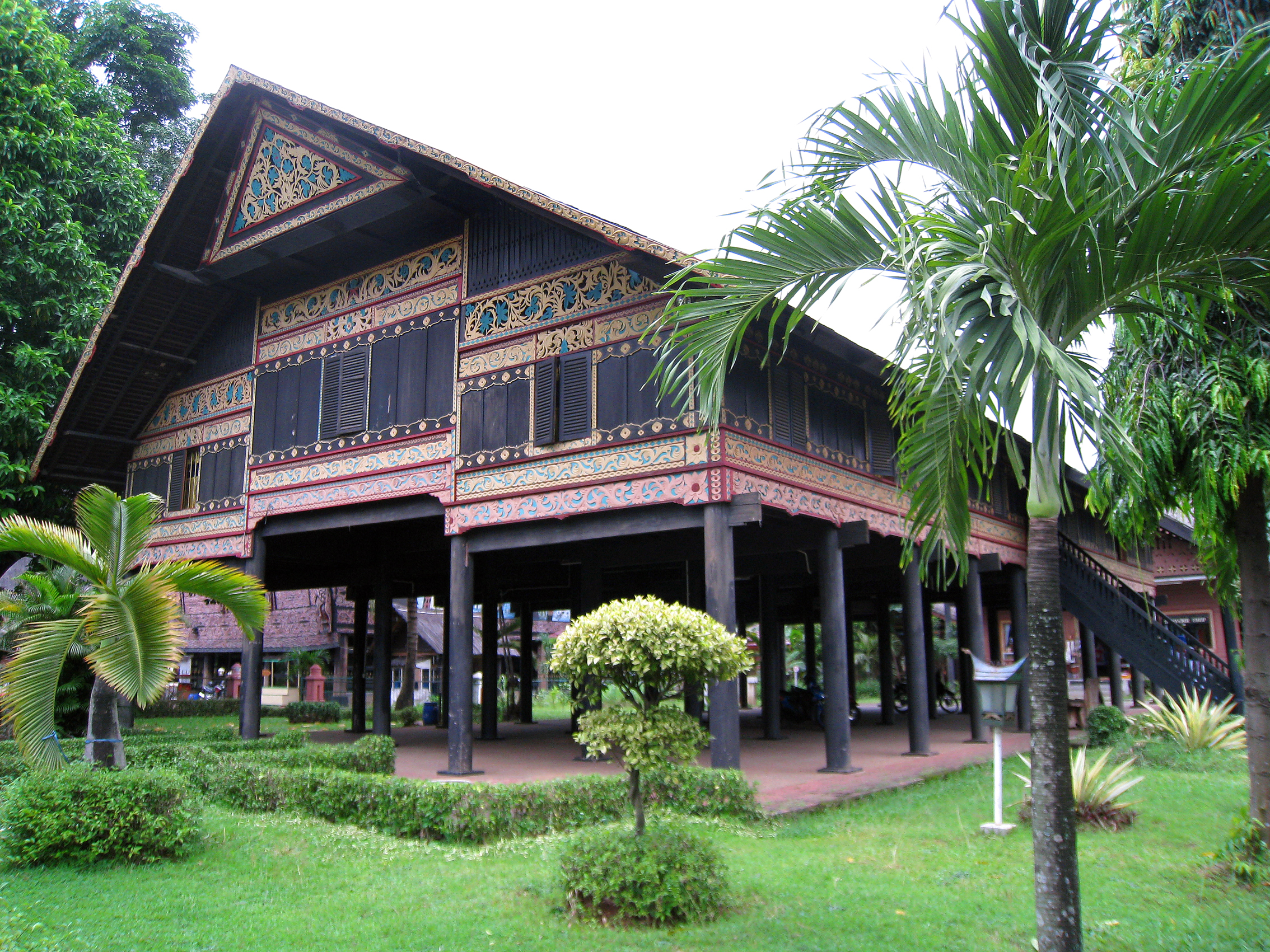
亞齊館
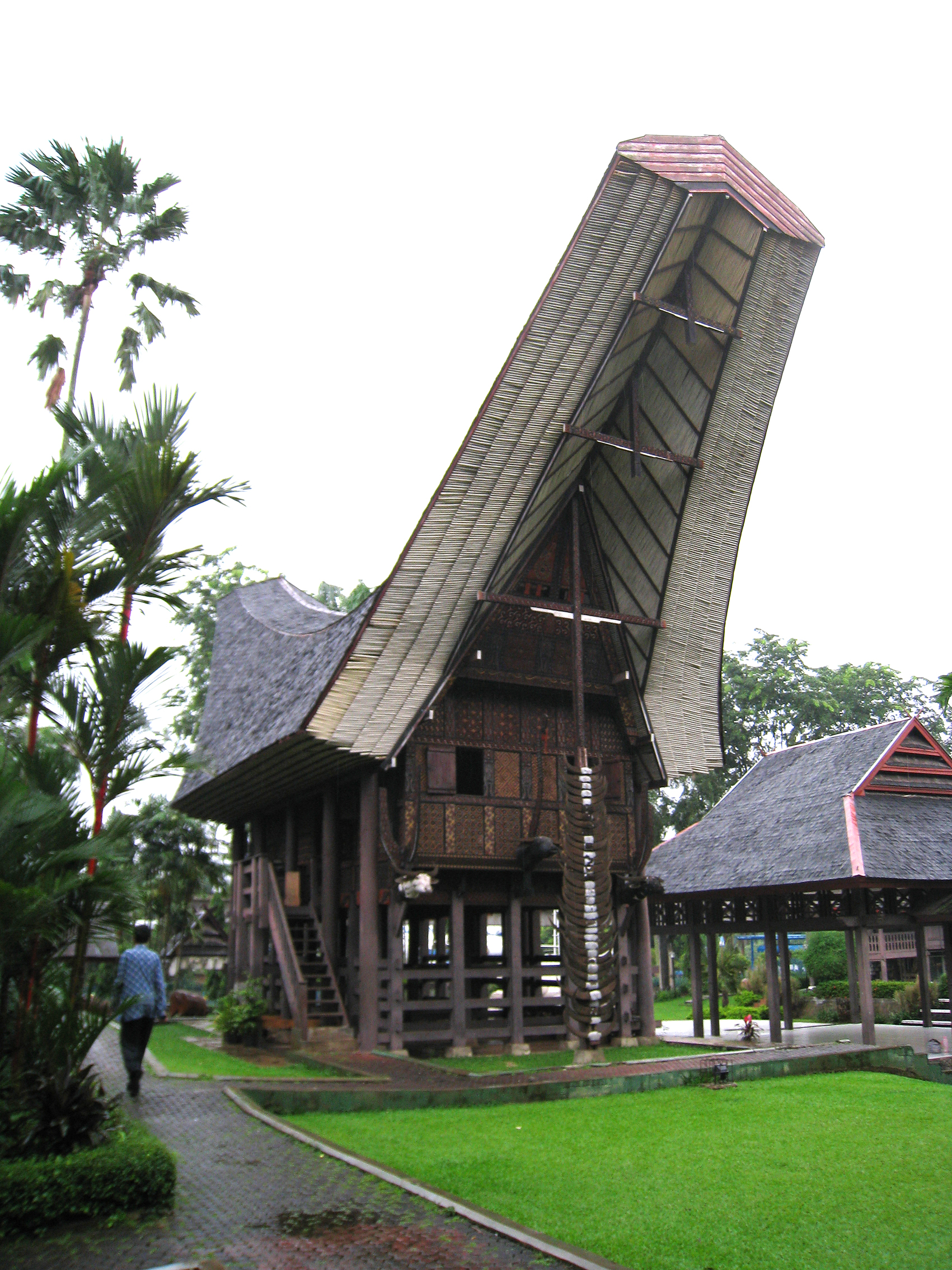
南蘇拉威西館展出的托拉查族民居
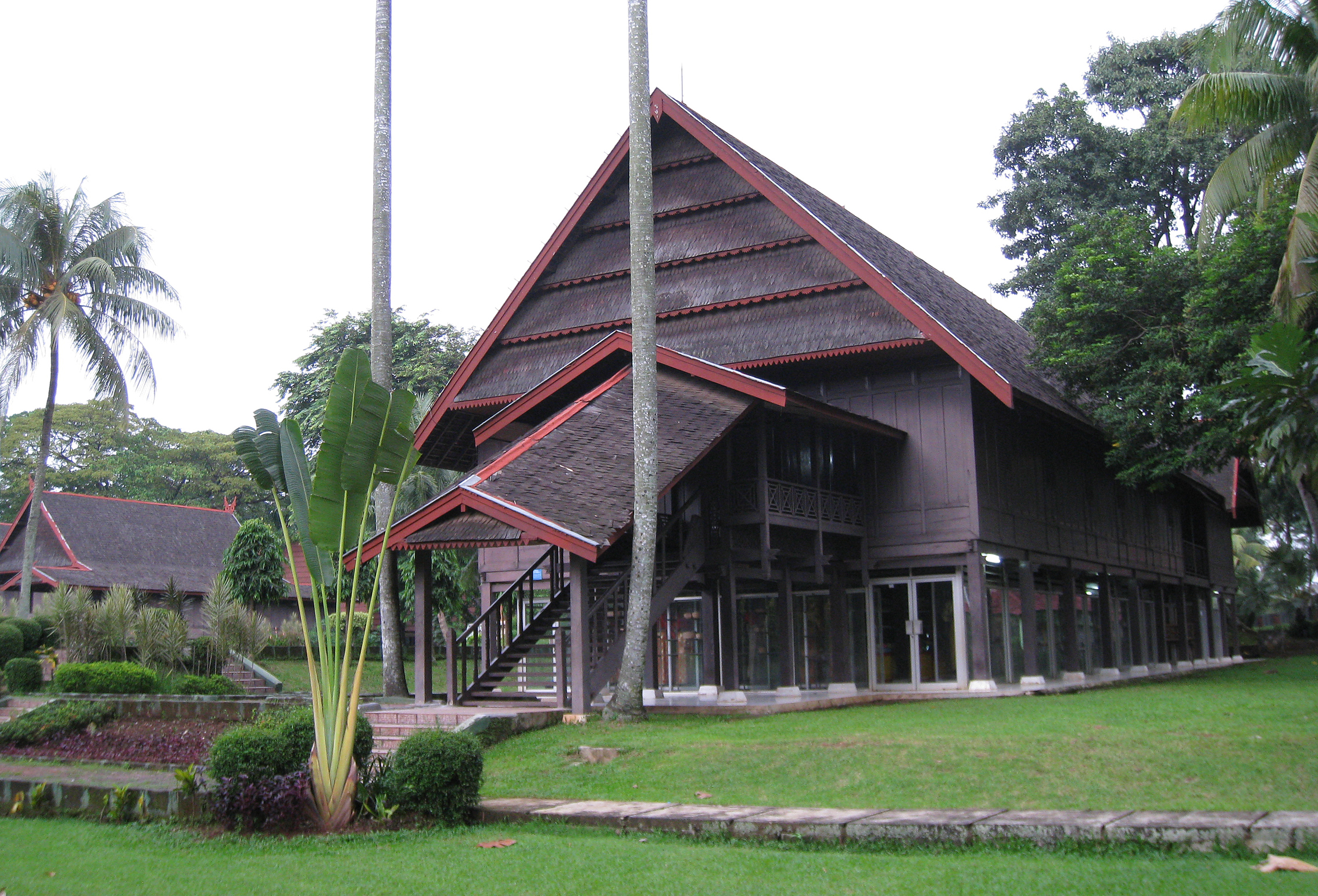
南蘇拉威西館展出的布吉族民居
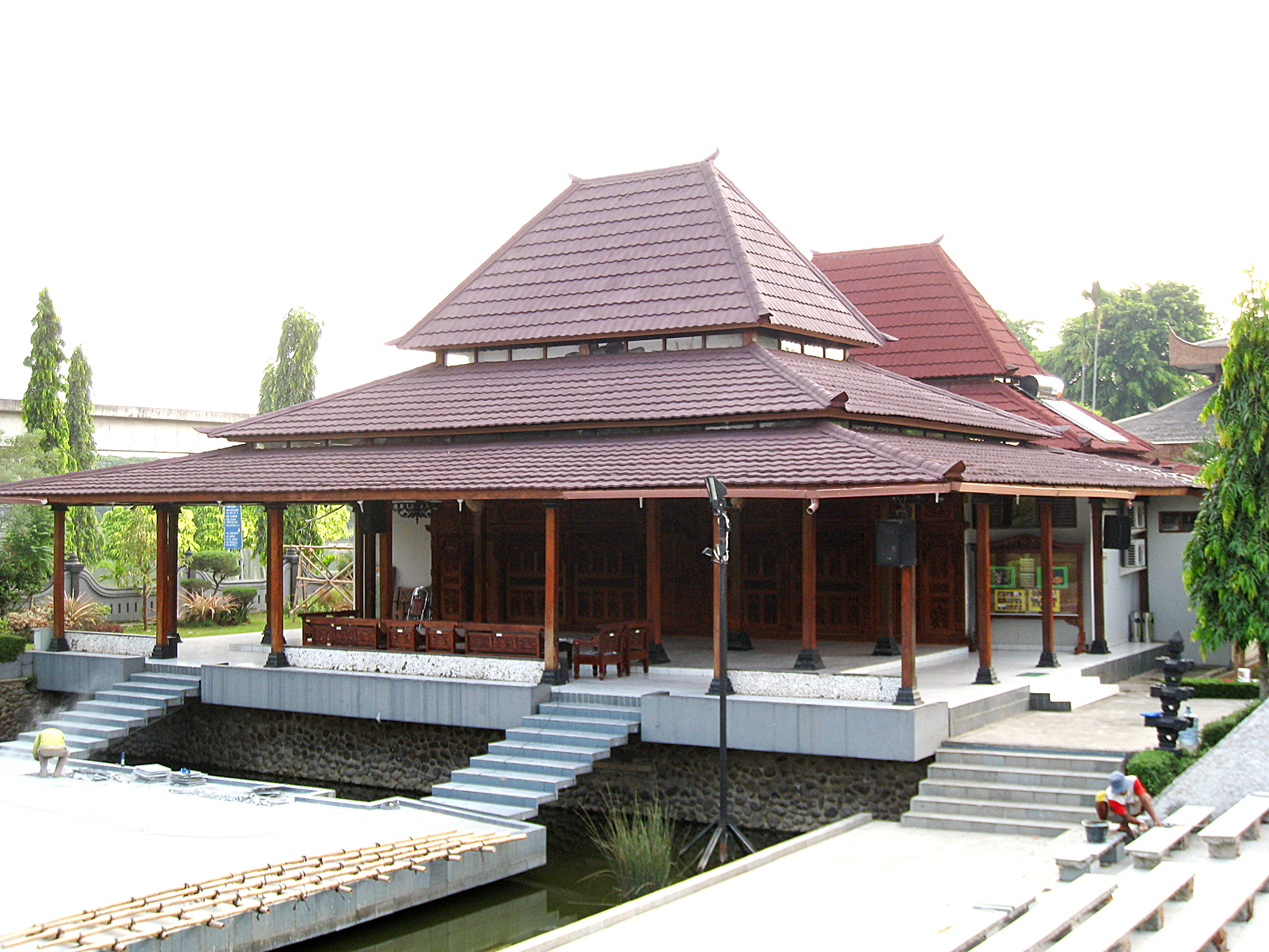
中爪哇館展出的爪哇族「佐戈洛」民居
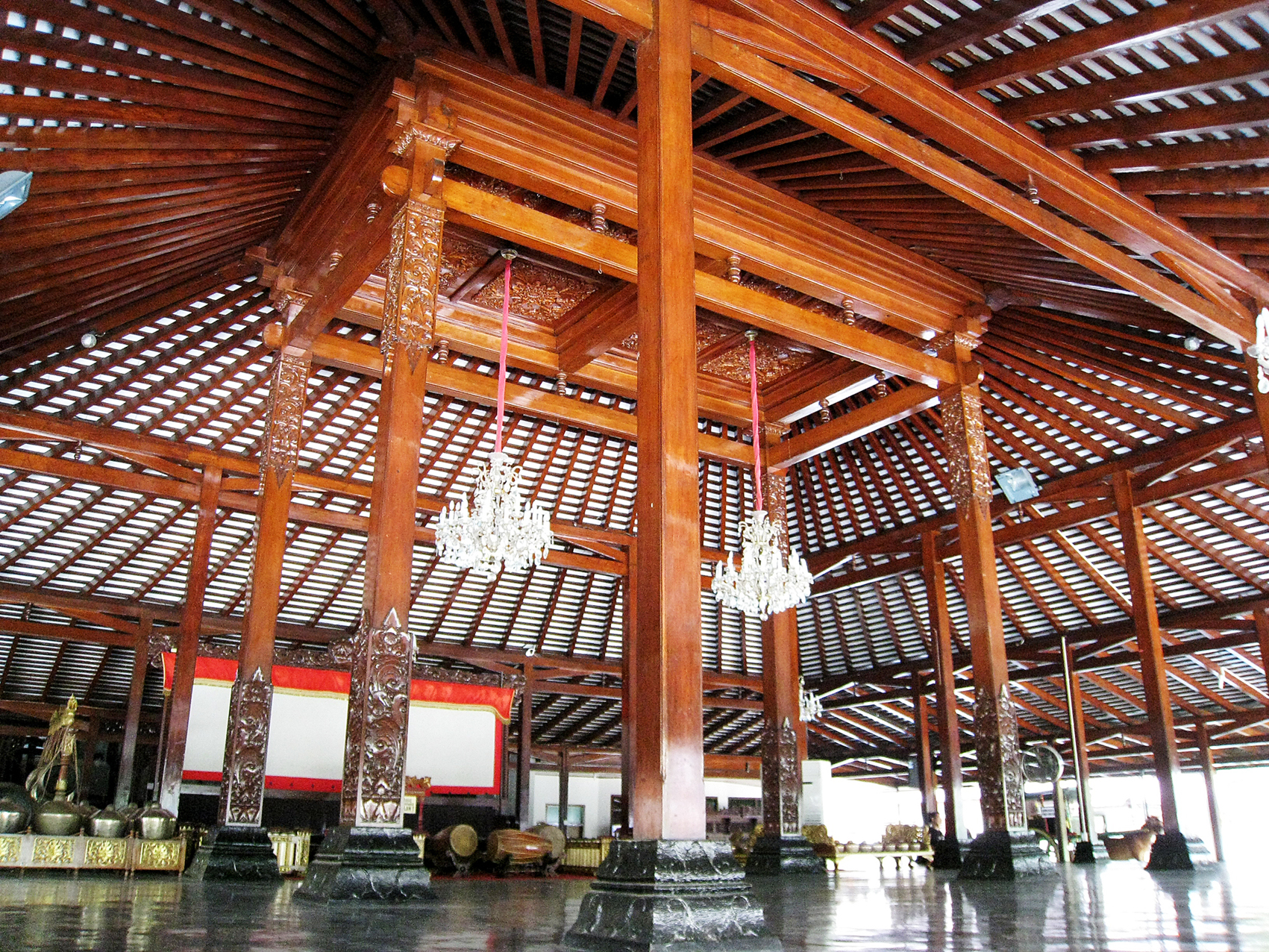
「佐戈洛」民居的內部
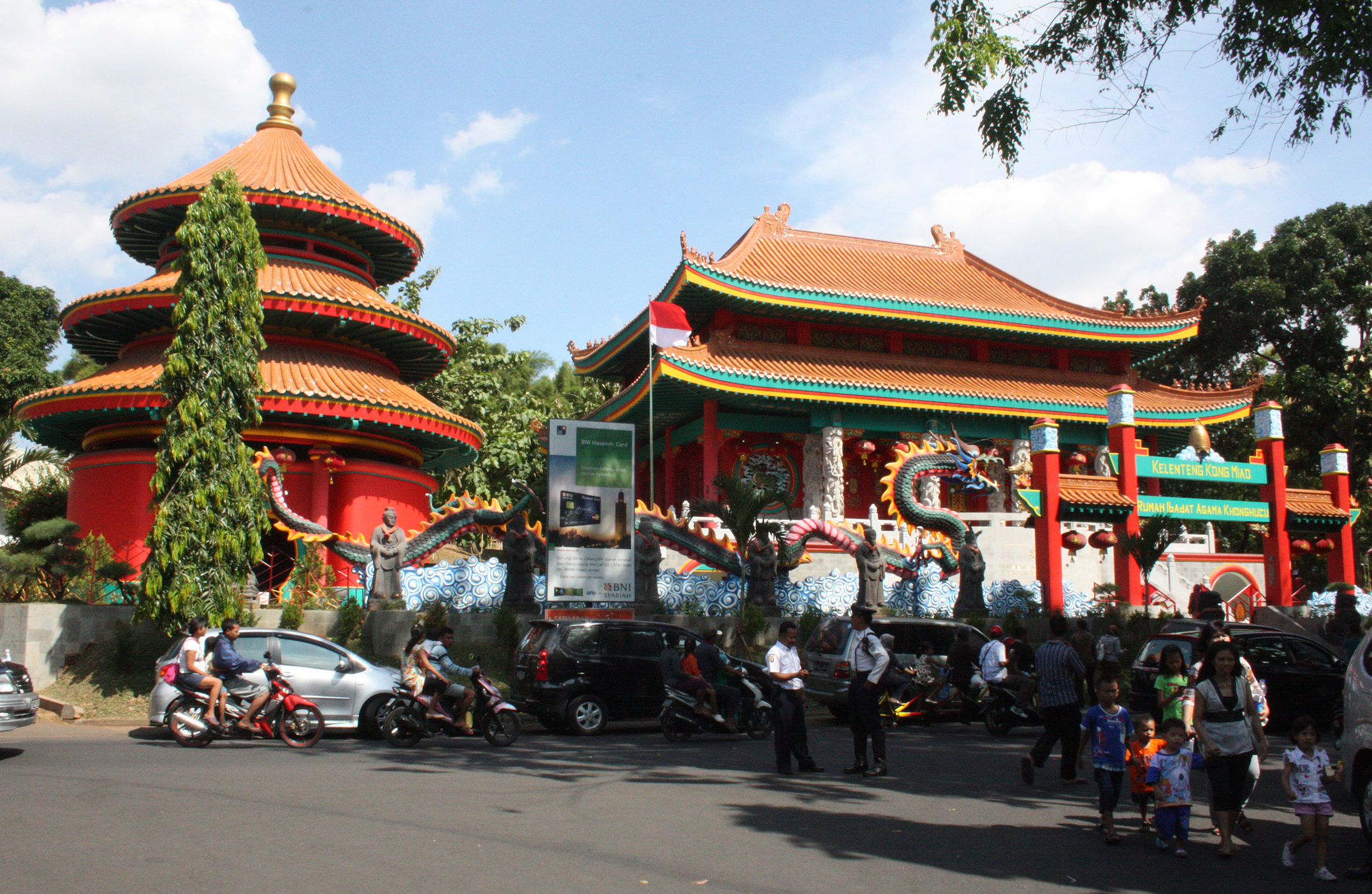
孔庙
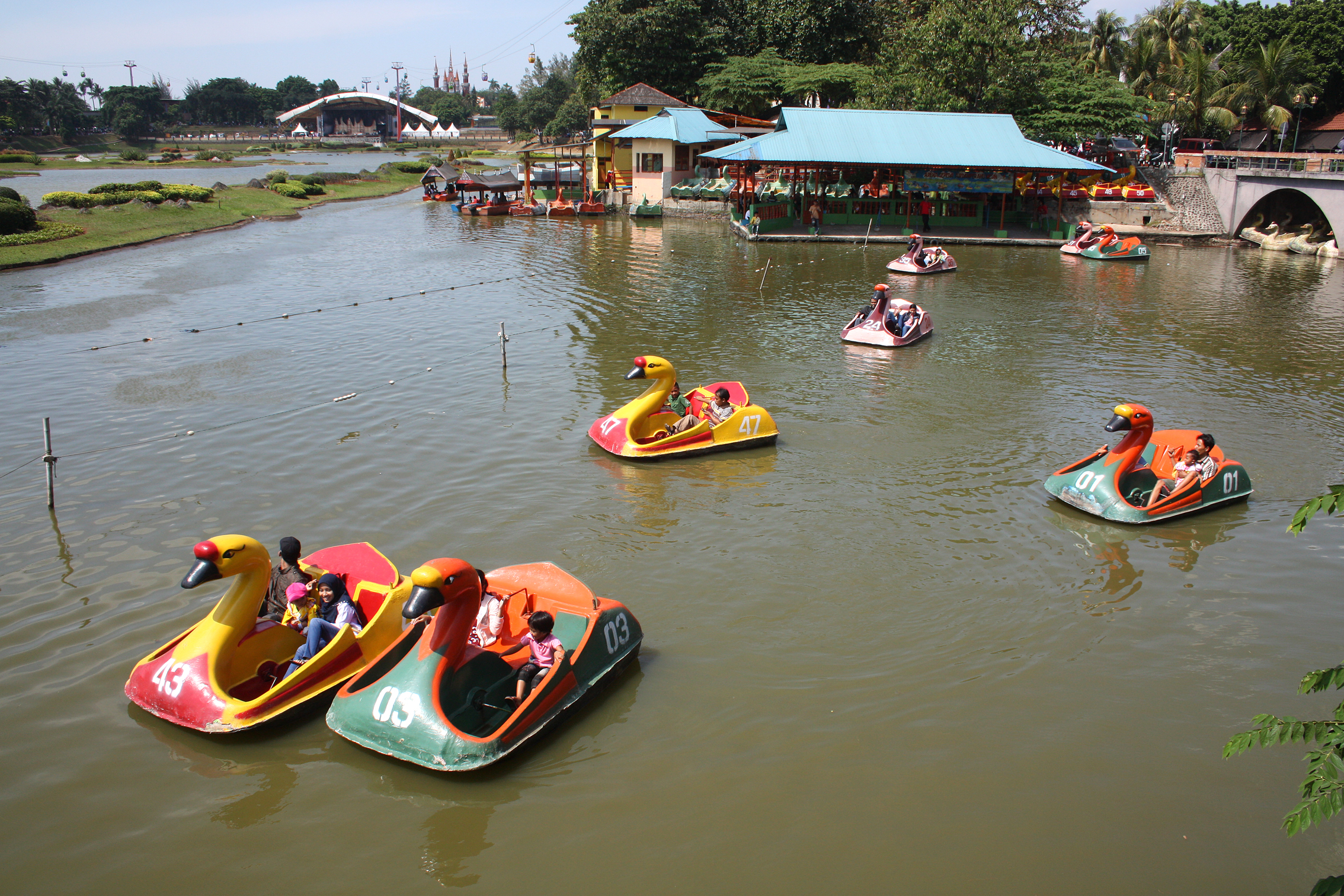
天鹅船